# Indrė Mišeikytė
Indrė Mišeikytė (* 1970 in Vilnius) ist eine litauische Architektin, Unternehmerin und Managerin, eine der Großaktionäre der litauischen Investment- und Private-Equity-Gesellschaft „Invalda“.

## Leben
Nach dem Abitur absolvierte Mišeikytė ein Diplomstudium an der Fakultät für Architektur der Vilniaus Gedimino technikos universitetas.
Von 1994 bis 2002 arbeitete sie als Architektin bei UAB „Gildeta“, UAB „Kremi“, AB „Vilniaus baldai“, seit 2002 bei UAB „Inreal valdymas“. Von 2012 bis 2013 war sie Vorstandsmitglied der AB „Invalda“. Seit 2013 ist sie Vorstandsmitglied bei AB „Invalda privatus kapitalas“.

## Familie
Ihr Vater war Dailius Juozapas Mišeikis (1943–2010), Unternehmer und Manager. Indrė
bekam von ihm 15,09 % Aktien der Invalda.  Einen kleinen Teil der Aktien hatte auch ihre Schwester Greta Mišeikytė Myers. 25,52 % Aktien erbte nach dem Tod von Mišeikis seine Frau Irena Ona Mišeikienė, Mutter von Indrė.